# Balast
Balast je obtežilo oz. tovor, ki se ga tovori na ladje, letala, balone in podmornice, predvsem zaradi stabilnosti oz. kot dodatna teža, ki omogoča uravnoteženje sil vzgona in teže. 
Običajno se za balast uporabljajo vreče peska, voda, ali kak drug material, ki se ga lahko po potrebi odvrže.
Poznamo tudi izraz živi balast, ki ga predstavljajo ljudje, ki se po potrebi premikajo in s tem ustvarjajo ravnotežje ali premaknejo težišče v želeno smer: jadralci na jadrnici, posadka  podmornice, sopotnik v motociklu s prikolico, ...

## Balast v pomorstvu
Pri večini tovornih ladij, ki so raztovorile svoj tovor, balastne rezervoarje za obtežitev napolnijo z balastno vodo, da ostane ladijski vijak pod vodno gladino. Ker ladje natovorijo balastno vodo v enem pristanišču in jo odvržejo v drugem, predstavljajo tovrstni izpusti nevarnost za lokalni ekosistem, zaradi možnosti vnosa tujerodnih ali možno invazivnih organizmov.

## Balastna kobilica
Balastna kobilica s svojo obtežitvijo zagotavlja  stabilnost plovila in zmanjšuje možnost prevrnitve.